# 놀런 굴드
놀런 굴드(Nolan Gould, 1998년 10월 28일 ~ )는 미국의 배우이다.

## 출연 작품

### 영화
- 스페이스 버디즈 (2009, Space Buddies)
- 히스테리아 (2010)
- 프렌즈 위드 베네핏 (2011)
- Ghoul (2012)
- 더 투 두 리스트 (2013)
- 필드 오브 로스트 슈즈 (2014)

### 텔레비전
- 모던 패밀리 (2009-20)